# 星之卡比64
《星之卡比64》是HAL研究所开发、任天堂2000年发行的平台游戏，对应任天堂64游戏机。游戏后来与Wii和Wii U的Virtual Console上再版。
日版游戏售出107万，美版游戏售出54万。西方Metacritic统计的游戏汇总评分为77%，日本杂志《Fami通》打出32/40分。

## 關卡構成
全6個大關、最終頭目戰。